# Гальякс
Галья́кс (фр. Galiax) — коммуна во Франции, находится в регионе Юг — Пиренеи. Департамент — Жер. Входит в состав кантона Плезанс. Округ коммуны — Миранд.
Код INSEE коммуны — 32136.

## География
Коммуна расположена приблизительно в 610 км к югу от Парижа, в 115 км западнее Тулузы, в 50 км к западу от Оша.
По территории коммуны протекает река Лас и проходит канал Аларик.

## Климат
Климат умеренно-океанический. Лето жаркое и немного дождливое, температура часто превышает 35 °С. Зимой часто бывает отрицательная температура и ночные заморозки. Годовое количество осадков — 700—900 мм.

## Население
Население коммуны на 2010 год составляло 179 человек.
| 1962 | 1968 | 1975 | 1982 | 1990 | 1999 | 2010 |
| ---- | ---- | ---- | ---- | ---- | ---- | ---- |
| 131  | 116  | 144  | 178  | 186  | 193  | 179  |

## Администрация
| Период | Период | Фамилия   | Партия | Примечания |
| ------ | ------ | --------- | ------ | ---------- |
| 2001   | 2020   | Жан Пажес |        |            |

## Экономика
В 2010 году среди 121 человека трудоспособного возраста (15-64 лет) 80 были экономически активными, 41 — неактивными (показатель активности — 66,1 %, в 1999 году было 57,7 %). Из 80 активных жителей работали 69 человек (41 мужчина и 28 женщин), безработных было 11 (4 мужчины и 7 женщин). Среди 41 неактивных 6 человек были учениками или студентами, 21 — пенсионерами, 14 были неактивными по другим причинам.

## Достопримечательности
- Церковь Св. Михаила (XVIII век). Исторический памятник с 1979 года[4]

## Фотогалерея

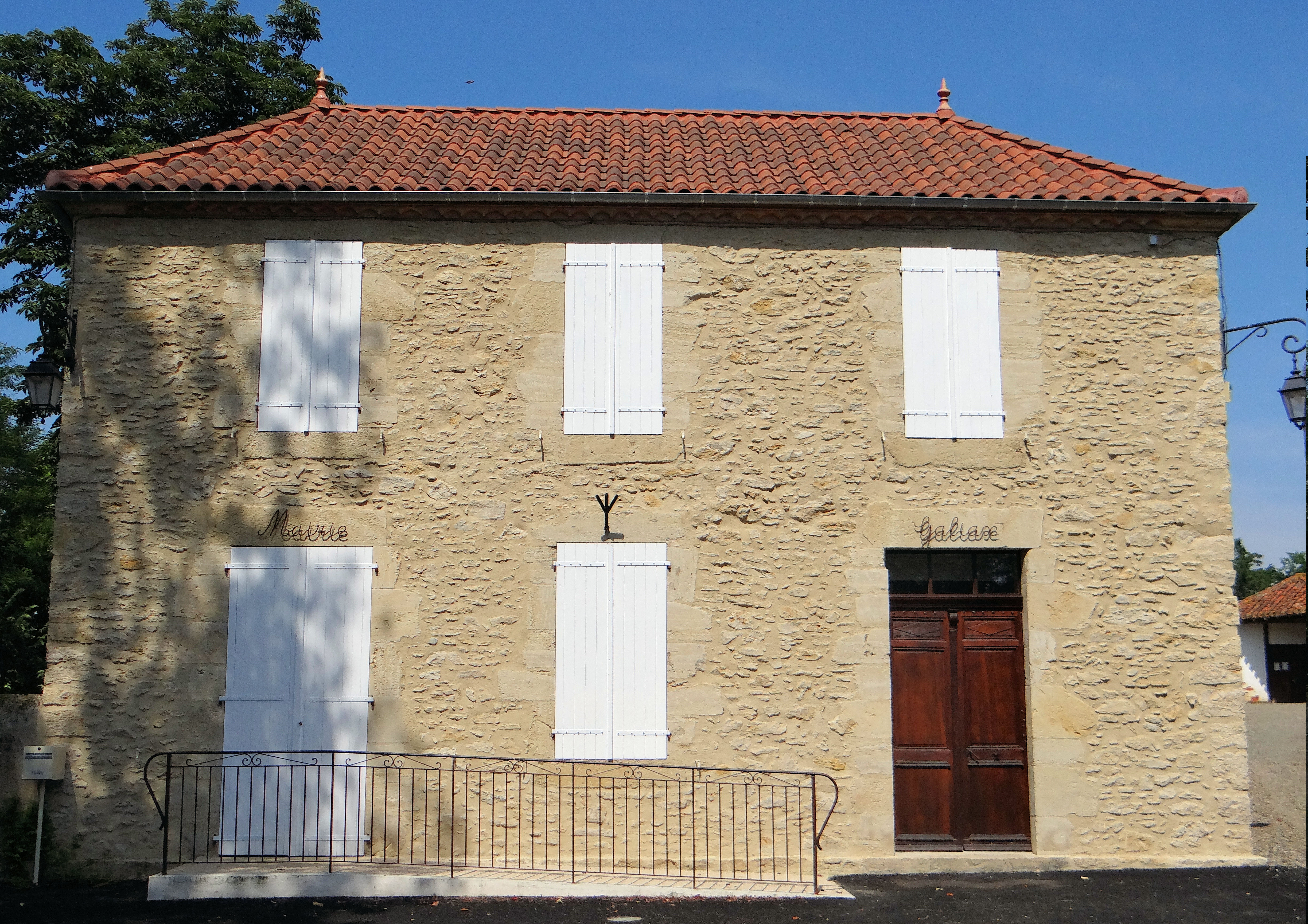
Мэрия
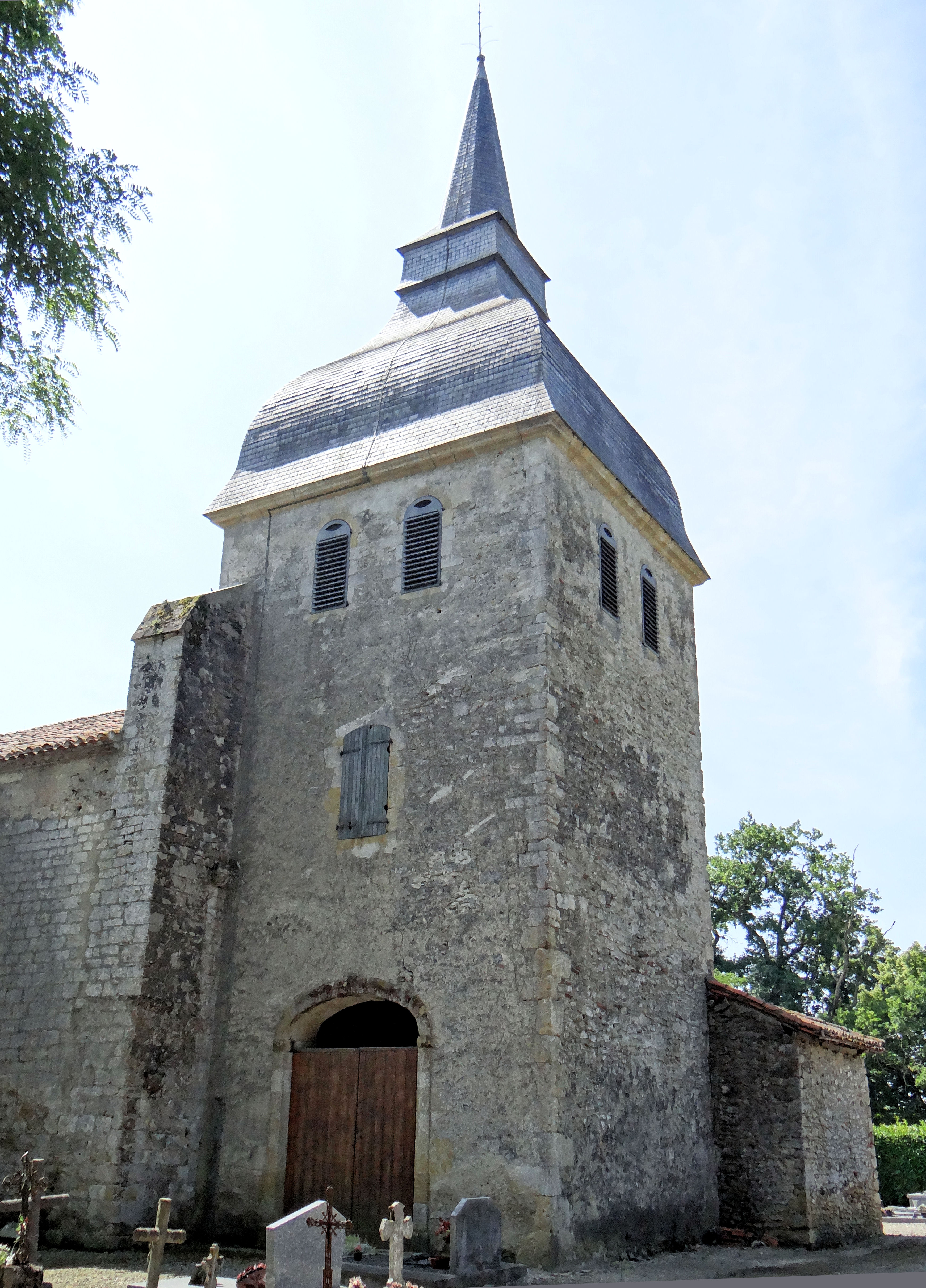
Церковь Св. Михаила
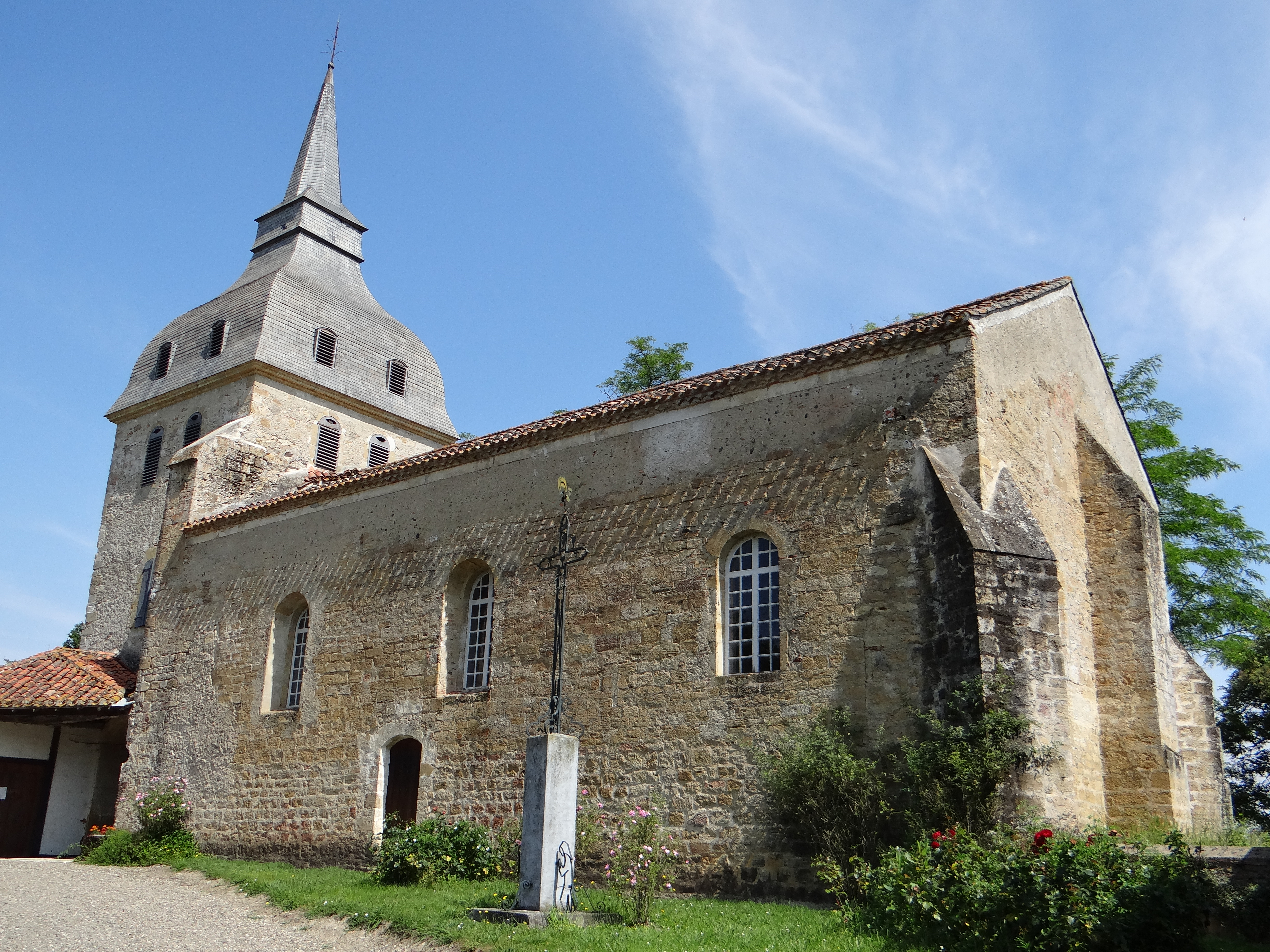
Церковь Св. Михаила
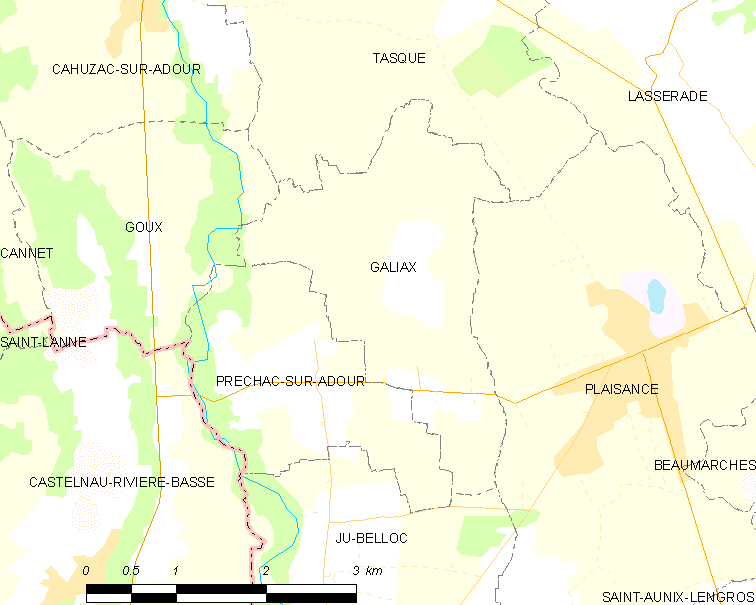
Карта коммуны